# 13. Nemzetközi Fizikai Diákolimpia
A 13. Nemzetközi Fizikai Diákolimpiát (1982) az NSZK-ban, Malentében rendezték 1982. június 21-23-án. Tizenhét ország  (újoncok: Ausztria, Görögország, Hollandia) nyolcvannégy versenyzője vett részt.
A magyar csapat két I. díjat (aranyérmet), egy II. díjat (ezüstérmet) és két III. díjat (bronzérmet) szerzett, ezzel 4. lett az országok közötti pontversenyben. 

(Az elérhető maximális pontszám: 5×50=250 pont volt)

## Országok eredményei pont szerint
|     | Ország                | Pont   | Arany | Ezüst | Bronz |
| --- | --------------------- | ------ | ----- | ----- | ----- |
| 1.  | Szovjetunió           | 200,5  | 4     | 1     | 0     |
| 2.  | Lengyelország         | 191,5  | 3     | 1     | 1     |
| 3.  | Románia               | 179,5  | 1     | 3     | 1     |
| 4.  | Magyarország          | 178,5  | 2     | 1     | 2     |
| 5.  | NSZK                  | 178,25 | 2     | 1     | 1     |
| 6.  | Svédország            | 170    | 1     | 3     | 1     |
| 7.  | Csehszlovákia         | 166,75 | 0     | 3     | 2     |
| 8.  | Finnország            | 154,75 | 1     | 0     | 3     |
| 9.  | Franciaország         | 145,5  | 0     | 2     | 1     |
| 10. | NDK                   | 140,75 | 0     | 0     | 4     |
| 11. | Bulgária              | 139,5  | 0     | 1     | 1     |
| 12. | Jugoszlávia           | 129,5  | 0     | 3     | 0     |
| 13. | Vietnám (4 versenyző) | 125    | 0     | 0     | 4     |
| 14. | Hollandia             | 108    | 0     | 0     | 1     |
| 15. | Ausztria              | 76     | 0     | 0     | 0     |
| 16. | Görögország           | 66     | 0     | 0     | 0     |
| 17. | Olaszország           | 25,25  | 0     | 0     | 0     |

## A magyar csapat
A magyar csapat tagjai voltak:
| Név              | Iskola                            | Város     | Pontszám | Díj   |
| ---------------- | --------------------------------- | --------- | -------- | ----- |
| Tóth Gábor       | Fazekas Mihály Gyakorló Gimnázium | Budapest  |          | Arany |
| Mogyorósi András | Sztáron Sándor Gimnázium          | Vác       |          | Arany |
| Szállási Zoltán  | Dobó Katalin Gimnázium            | Esztergom |          | Ezüst |
| Földiák Péter    | Radnóti Miklós Gyakorló Gimnázium | Budapest  |          | Bronz |
| Oszlányi Gábor   | Földes Ferenc Gimnázium           | Miskolc   |          | Bronz |

A csapat vezetői Tichy Géza és Takács László voltak.